# مؤتمر جامو وكشمير الشعبي
مؤتمر جامو وكشمير الشعبي هو حزب سياسي حكومي في جامو وكشمير في الهند، أسسه عبد الغني لون وافتخار حسين الأنصاري في عام 1978. ويقوده حاليًا سجاد لون، فاز بمقعدين في الجمعية التشريعية لجامو وكشمير في انتخابات 2014.